# Castello di Pondo
Il castello di Pondo è una fortificazione in rovina vicino a Collina di Pondo, piccolo abitato noto nel 1200 come Castrum Pondi e frazione del comune di Santa Sofia, nella Valle del Bidente, in provincia di Forlì-Cesena in Emilia-Romagna. Era uno dei castelli del comune di Mortano (istituito nel 1828 e abolito un secolo dopo e suddiviso fra i comuni di Galeata, Civitella e Santa Sofia).

## Storia
Il castello era segnalato già nel Duecento, assieme a quelli vicini di Civitella, di Castelvecchioe di Collina; fu parte dei domini dell'arcivescovo di Ravenna; nel 1364 fu donato dall'abate di S. Ellero di Calcata agli Ubertini di Arezzo, alleati dei Conti Guidi; fu messo sotto assedio da Federico Barbarossa e poi da Uguccione della Faggiola; divenne poi dei Malatesta nel XV secolo (una pergamena di Camaldoli del 1496 ricorda Lamberto Malatesta come conte di Pondo). Nel 1527, il 17 aprile, il duca di Borbone passò dal castello mentre si dirigeva a Corzano attaccandolo (esistono fonti discordanti secondo le quali o fu distrutto oppure o resistette all'attacco. Nel 1552 gli Ubertini cercarono di riprendersi il castello togliendolo al comune di Sogliano sotto il quale ricadeva attraverso una disputa legale in quanto sostenevano che ricadeva dentro i confini del granducato e non dello Stato della Chiesa e che era stato donato al granduca Cosimo de' Medici dagli Ubertini. Si ha notizia che nel 1595 il castello era in rovina. Era quindi già da tempo inutilizzato quando vi fu la definitiva distruzione a causa di un terremoto nel 1768 che costrinse la famiglia dei Doria-Pamphili Landi (allora signori di Pondo per conto dello Stato della Chiesa) a spostarsi da Pondo a Mortano.

## Architettura
I ruderi, delle mura e vani semiinterrati, si trovano su una collina, presso monte Spinello, in condizione di abbandono ricoperti di vegetazione. Il castello si trovava sulla strada che da Galeata conduceva alla valle di Bagno di Romagna. Dalla relazione del cardinale Anglico risalente al 1371 risulta che il castello sorgeva su un monte ed era dotato di due torri; intorno al castello vi erano una ventina di "focolari", ovvero di famiglie. Nel Dizionario della Toscana del Repetti, del 1841, viene riportato che era ormai in stato di rovina.